# Sagitální hřeben

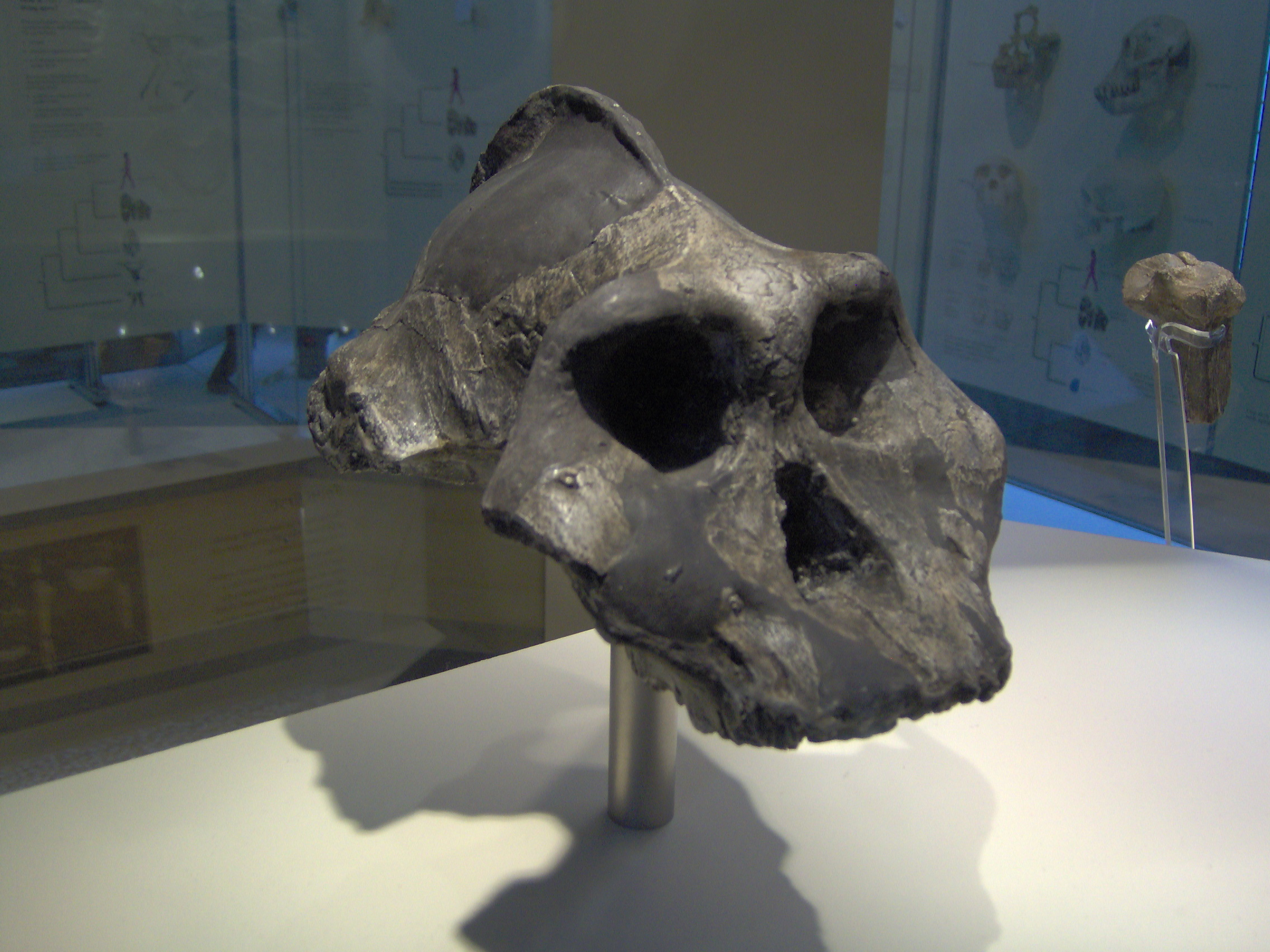
Lebka hominida Paranthropus aethiopicus s výrazným sagitálním hřebenem

Sagitální hřeben či šípový hřeben (crista sagittalis) je výběžek kosti na vrcholu lebky mnoha savců a plazů. Přítomnost hřebene ukazuje, že zvíře disponuje velkými žvýkacími svaly. Sagitální hřeben slouží především k upnutí spánkového svalu, jenž je jedním z hlavních žvýkacích svalů. Je většinou značně vyvinutý u živočichů, kteří ke své obživě používají časté a silné kousání. Jde například o velké masožravé plazy (i vyhynulé), šelmy, přežvýkavce a lidoopy. Z předchůdců člověka měl hřeben nejvýrazněji vyvinutý hominid Paranthropus aethiopicus. Šípový hřeben je také jedním ze znaků pohlavního dimorfismu – bývá podstatně větší u samců než u samic.